# Erik Schlopy
Erik Schlopy (Buffalo, 21 agosto 1972) è un ex sciatore alpino statunitense specialista dello slalom gigante.

## Biografia
Schlopy, originario di Park City, proviene da una famiglia di grandi tradizioni nello sport: è nipote della sciatrice alpina Holly Flanders, cugino dell'hockeista su ghiaccio Todd Schlopy e dello sciatore freestyle Alex Schlopy e marito della nuotatrice Summer Sanders.

### Stagioni 1990-2001
Debuttò in campo internazionale in occasione dei Mondiali juniores di Zinal 1990 ed esordì in Coppa del Mondo il 5 dicembre 1992 a Val-d'Isère, classificandosi 24º in supergigante. Fu protagonista di una grave caduta in occasione dei Mondiali di Morioka del 1993, sua prima partecipazione iridata, che rischiò di troncare la sua carriera. Ripresosi, l'anno dopo esordì ai Giochi olimpici invernali: a Lillehammer 1994 si classificò 34º nello slalom gigante e non completò lo slalom speciale. Nel 1995 vinse la Nor-Am Cup.
Salì per la prima volta sul podio in Coppa del Mondo il 21 dicembre 2000 a Bormio, in Italia, quando in slalom gigante chiuse al 2º posto staccato di 19 centesimi dall'austriaco Christoph Gruber. In seguito partecipò ai Mondiali di Sankt Anton, classificandosi 21º nello slalom speciale e non terminando lo slalom gigante, e colse il suo secondo e ultimo podio in Coppa del Mondo, il 10 marzo 2001 nella località svedese di Åre, alle spalle dell'austriaco Hermann Maier.

### Stagioni 2002-2009
Ai XIX Giochi olimpici invernali di Salt Lake City 2002 si piazzò 13º nello slalom speciale e non completò lo slalom gigante, mentre ai Mondiali di Sankt Moritz 2003, in Svizzera, vinse la medaglia di bronzo nello slalom gigante e fu 15º nello slalom speciale.
Si congedò dai Campionati mondiali a Bormio/Santa Caterina Valfurva 2005 (17º nello slalom gigante, non concluse lo slalom speciale) e dai Giochi olimpici a Torino 2006 (13º nello slalom gigante). Il 22 gennaio 2009, dopo quattordici anni passati nella nazionale statunitense, annunciò il ritiro; la sua ultima gara in carriera fu lo slalom gigante di Coppa del Mondo disputato a Val-d'Isère il 13 dicembre 2008, che non completò.

## Palmarès

### Mondiali
- 1 medaglia:
  - 1 bronzo (slalom gigante a Sankt Moritz 2003)

### Coppa del Mondo
- Miglior piazzamento in classifica generale: 15º nel 2001
- 2 podi (entrambi in slalom gigante):
  - 2 secondi posti

### Coppa Europa
- Miglior piazzamento in classifica generale: 23º nel 2000
- 2 podi:
  - 1 vittoria
  - 1 terzo posto

#### Coppa Europa - vittorie
| Data            | Località       | Paese  | Specialità |
| --------------- | -------------- | ------ | ---------- |
| 17 gennaio 2000 | Pozza di Fassa | Italia | GS         |

Legenda:

GS = slalom gigante

### Nor-Am Cup
- Vincitore della Nor-Am Cup nel 1995[4]
- Vincitore della classifica di supergigante nel 1992[4]
- Vincitore della classifica di slalom gigante nel 1995[4]
- Vincitore della classifica di slalom speciale nel 2000
- 33 podi (dati dalla stagione 1994-1995):
  - 13 vittorie
  - 9 secondi posti
  - 11 terzi posti

#### Nor-Am Cup - vittorie
| Data             | Località          | Paese       | Specialità |
| ---------------- | ----------------- | ----------- | ---------- |
| 6 gennaio 1995   | Stratton Mountain | Stati Uniti | GS         |
| 8 marzo 1995     | Aspen             | Stati Uniti | SG         |
| 3 aprile 1995    | Whistler          | Canada      | GS         |
| 1º aprile 1999   | Mount Bachelor    | Stati Uniti | GS         |
| 3 gennaio 2000   | Hunter Mountain   | Stati Uniti | SL         |
| 11 novembre 2000 | Loveland          | Stati Uniti | SL         |
| 12 novembre 2000 | Loveland          | Stati Uniti | SL         |
| 15 novembre 2001 | Loveland          | Stati Uniti | SL         |
| 16 novembre 2001 | Loveland          | Stati Uniti | SL         |
| 27 febbraio 2002 | Sunday River      | Stati Uniti | GS         |
| 28 febbraio 2002 | Sunday River      | Stati Uniti | GS         |
| 26 novembre 2002 | Park City         | Stati Uniti | GS         |
| 27 novembre 2007 | Keystone          | Stati Uniti | GS         |

Legenda:

SG = supergigante

GS = slalom gigante

SL = slalom speciale

### Campionati statunitensi
- 11 medaglie (dati parziali fino alla stagione 1994-1995)[6]:
  - 7 ori[7] (supergigante, slalom gigante nel 1992[8]; slalom speciale nel 2000; supergigante, slalom speciale nel 2001; slalom gigante nel 2003; slalom gigante nel 2005)
  - 3 argenti (slalom gigante nel 2000; slalom speciale nel 2002; slalom speciale nel 2003)
  - 1 bronzo (slalom gigante nel 2002)